# البرنامج الوطني للطاقة المتجددة
البرنامج الوطني للطاقة المتجددة مبادرة إستراتيجية تحت مظلة رؤية السعودية 2030 ومبادرة الملك سلمان للطاقة المتجددة التي أطلقت في أبريل 2017. يستهدف البرنامج زيادة حصة السعودية في إنتاج الطاقة المتجددة إلى الحد الأقصى.

## الأهداف
يهدف البرنامج إلى الزيادة المستدامة لحصة الطاقة المتجددة من إجمالي مصادر الطاقة في المملكة للوصول إلى 3.45 جيجاواط بحلول العام 2020، أي ما يعادل 4% من إجمالي إنتاج المملكة من الطاقة، و9.5 جيجاواط بحلول العام 2023، أي ما يعادل 10% من إجمالي إنتاج المملكة من الطاقة. ومن المتوقع أن يبلغ حجم الاستثمارات في مشاريع البرنامج ما يقارب 60 مليار ريال سعودي.

## مكتب تطوير مشاريع الطاقة المتجددة
تأسس مكتب تطوير مشاريع الطاقة المتجددة في عام 2016 ويتبع وزارة الطاقة والصناعة والثروة المعدنية (وزارة الطاقة حاليا)، وتتمثل مهام تطوير مشاريع الطاقة المتجددة في الإشراف العام على البرنامج الوطني للطاقة المتجددة، ومراجعة خطته التنفيذية وجدوله الزمني.

## مشروع سكاكا للطاقة الشمسية
هو المشروع الأول ضمن خطة السعودية للتحول للطاقة المتجددة، وتبلغ طاقته 300 ميغاواط من الطاقة الشمسية الكهروضوئية، التي توفر الكهرباء لـ45 ألف منزل، وتسهم في خفض 430 ألف طن من الانبعاثات الكربونية سنوياً. ووضع الملك سلمان بن عبد العزيز حجر الأساس للمشروع في نوفمبر 2018.

## مشروع دومة الجندل لطاقة الرياح
أطلق الملك سلمان في نوفمبر 2018 مشروع دومة الجندل لإنتاج الكهرباء باستغلال طاقة الرياح، الذي تبلغ طاقته 400 ميجاواط، ويستهدف تغذية 70 ألف منزل بالطاقة الكهربائية.

## مشروعات المرحلة الثانية
أعلن مكتب تطوير مشاريع الطاقة المتجددة في يناير 2019، عن إتاحة سبعة مشاريع للاستثمار في الطاقة الشمسية الكهروضوئية، وهي مشروع القريات (200 ميجاواط) والمدينة المنورة (50 ميجاواط) ورفحاء (45 ميجاواط) والفيصلية (600 ميجاواط) ورابغ (300 ميجاواط) وجدة (300 ميجاواط) ومهد الذهب (20 ميجاواط). وتكفي قدرة التوليد الإجمالية للمشاريع السبعة البالغة 1.51 جيجاواط، لتوليد الطاقة لـ 226.500 أسرة.